# Scuola (Venezia)

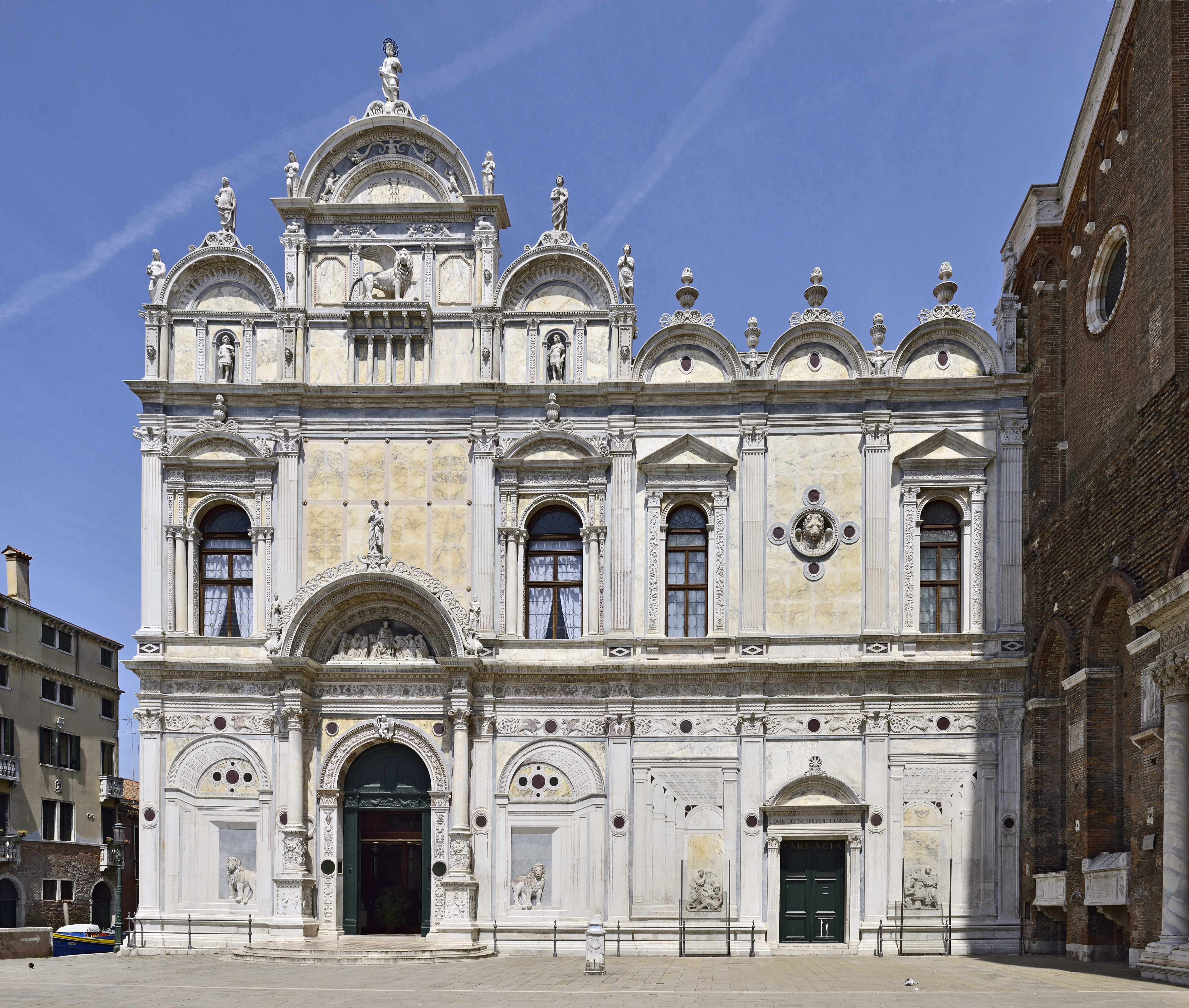
La Scuola Grande di San Marco

Nella città di Venezia, per scuola o schola si intende sia un'antica istituzione di carattere associativo-corporativo sia l'edificio che ne costituisce la sede.

## Le istituzioni
Le Scuole erano confraternite laiche (a Venezia le prime associazioni di lavoratori risalgono all'XI secolo), che sceglievano un santo protettore e alle quali aderivano cittadini di ceto medio. I patrizi aderivano solo alle Scuole Grandi. 
Nella ricorrenza del giorno in cui si celebrava il Santo Protettore di una confraternita, veniva tenuta una processione; nel giorno di San Marco (25 aprile) ogni Scuola si recava in corteo nella Basilica, esponendo il proprio stendardo.

## Gli organi della Scuola
Dal 1261 la Repubblica istituì due magistrature che, fra le varie mansioni di controllo delle merci, avevano anche il compito di approvare le Mariegole (Madre Regola), ossia gli atti istitutivi delle Scuole stesse.
Le Scuole erano presiedute da un Guardian Grande. Il Capitolo era l'organo che riuniva tutti i confratelli. La Banca e Zonta era l'organismo con incarichi direttivi, tipicamente composto da una quindicina di persone.

## I tipi e le funzioni delle Scuole
Molte Scuole riunivano associazioni di lavoratori stranieri a Venezia: Albanesi, Schiavoni, Bergamaschi, Greci e di altre provenienze, fornendo alla comunità straniera assistenza economica, avviamento al lavoro, aiuti spirituali e materiali nei momenti difficili dell'esistenza. Fra le Scuole di stranieri arrivate fino ai giorni nostri, spicca la Scuola Dalmata, per la completezza e il buono stato di conservazione dell'impianto originario cinquecentesco del piano terra e per la presenza delle Storie dei Santi Giorgio, Gerolamo e Trifone e di due Storie Evangeliche dipinte da Vittore Carpaccio.
Le più numerose erano Scuole che riunivano gruppi di artigiani in base alla professione svolta; la loro mariegola costituiva anche una sorta di albo professionale. È questo il caso, ad esempio, delle Scuole dei Laneri (commercianti e artigiani della lana), dei Luganegheri (salumai), dei Varoteri (pellicciai).
Un'ultima tipologia è quella delle Scuole di carattere religioso, dedicate alla devozione di un santo o alla penitenza (Scuole dei Battuti), nonché con finalità caritatevoli. Ne sono esempi le Scuole del Santissimo Sacramento, sorte soprattutto in seguito al Concilio di Trento, nelle varie parrocchie della città. In ogni caso è da notare che anche la maggior parte delle Scuole erano dedicate al santo protettore della nazione (come Giorgio per Greci e Dalmati) o della professione (come Stefano per i laneri).
Al tempo del cronista Marin Sanudo il Giovane (1466-1536), le Scuole Piccole erano 210, anche se altre fonti documentarie, intorno alla metà del XV secolo, ne indicavano circa 400.
Le Scuole Grandi erano quelle di importanza maggiore. Vennero istituzionalizzate in via ufficiale dal Consiglio dei Dieci nel 1467, che così nominava le quattro Scuole dei Battuti della Carità, di San Marco, di San Giovanni Evangelista e della Misericordia. Di fatto, oltre agli onori concessi, la Repubblica le usò come strumento di welfare. Queste Scuole erano infatti finalizzate ad opere di beneficenza e assistenza e di pubbliche espiazioni. Grazie alla loro importanza e alle cospicue donazioni e autotassazioni dei confratelli stessi, in gran parte esponenti del patriziato, queste Scuole disponevano di molto denaro liquido, che poteva essere investito in prestiti ed immobili, o per arricchire la propria sede con opere di artisti di rilievo, come Carpaccio, Tintoretto, Jacopo Palma il Giovane o Giambattista Tiepolo, o con oggetti di culto, quali importanti immagini sacre o reliquie. Queste operazioni non facevano che aumentarne il prestigio anche presso gli strati più alti della società veneziana, tanto che, in alcuni momenti di crisi, le Scuole Grandi ebbero un ruolo fondamentale nel reperire i fondi per sostenere lo sforzo bellico della Serenissima.
Alla caduta della Repubblica di Venezia, si elencavano nove Scuole Grandi:
- Scuola Grande di Santa Maria della Carità, istituita nel 1260, elevata a Grande nel 1467[2];
- Scuola Grande di San Marco, istituita nel 1261, elevata a Grande nel 1467[3];
- Scuola Grande di San Giovanni Evangelista, istituita nel 1261, elevata a Grande nel 1467;
- Scuola Grande di Santa Maria della Misericordia, istituita nel 1261, elevata a Grande nel 1467[4];
- Scuola Grande di San Rocco, istituita nel 1478, elevata a Grande nel 1489;
- Scuola Grande di San Teodoro, istituita nel 1258, elevata a Grande nel 1552[5];
- Scuola Grande di Santa Maria della Giustizia e di San Girolamo, nota come Scuola Grande di San Fantin o dei Picai, istituita in data ignota[6], elevata a Grande nel 1687[1];
- Scuola Grande della Beata Vergine del Santissimo Rosario, istituita nel 1575, elevata a Grande nel 1765[7];
- Scuola Grande dei Carmini, istituita nel 1594, elevata a Grande nel 1767[8].

## Gli edifici
Non tutte le Scuole potevano vantare una sede propria: molto spesso i confratelli si riunivano davanti all'altare del santo al quale si erano votati, magari semplicemente all'interno della chiesa della propria parrocchia.
I regolamenti per la costruzione delle Scuole veneziane erano rigidi e l'architetto doveva assolutamente tenerne conto. L'edificio doveva essere fornito di due grandi sale, una al piano terra per le cerimonie religiose e una al primo piano per le riunioni degli affiliati; in quest'ultima sala era prevista una porta, che collegava ad una piccola stanza, detta stanza dell'albergo, destinata a contenere la mariegola.

## La fine delle Scuole
Con la caduta della Serenissima nel 1797 a causa dell'avanzata napoleonica, prima, e con la successiva occupazione del 1806, che portò alla soppressione degli ordini, le Scuole cominciarono a cessare la loro funzione secolare e, in breve tempo, molti dei beni in esse contenuti (mobili, corredi, dipinti) furono dispersi nei mercati antiquari e nelle collezioni di tutto il mondo. Cinque Scuole riuscirono, però, a partire dall'Ottocento, a rinascere, continuando ancora oggi la propria attività: le Scuole Grandi di San Rocco (ricostituita nel 1806), dei Carmini (ricostituita nel 1807), di San Giovanni Evangelista (ricostituita nel 1857), di San Teodoro (ricostituita nel 1960) e la Scuola Dalmata dei Santi Giorgio e Trifone (non colpita dalla soppressione).
La Scuola Grande di San Marco è stata rifondata il 25 Giugno 2019.